# Эллюль, Жак
Жак Эллю́ль (фр. Jacques Ellul [ɛlyl]; 6 января 1912, Бордо — 19 мая 1994, Пессак) — французский философ, социолог и юрист, критик технологии, участник движения Сопротивления во время Второй мировой войны, христианский анархист. Трактовал технику не только как совокупность машин и механизмов, но и как определённый тип рациональности, свойственный техногенной цивилизации.
За усилия в спасении евреев во время Холокоста признан праведником мира в 2001 году.

## Идеи
- Социальный прогресс — неумолимое порабощение человека технологией и поглощение личности массовым потребительским, все более регламентированным обществом; ради материальных благ, приносимых наукой и техникой, люди жертвуют индивидуальной свободой и духовными ценностями. При этом развитие техники сопровождается вытеснением гуманистических целей техническими средствами достижения эфемерного господства человека над природой. В конечном счете технические средства в возрастающей мере становятся самоцелью безличного «технологического общества», в котором люди низводятся до роли придатка к машине.
- Техника, как совокупность методов, рационально обработанных и эффективных в любой области человеческой деятельности, следовательно, необходимо связывать технику со всеобщей рационализацией мира и выдвинуть требование контроля над техническим развитием. Техника способна превращать средства в цель, стандартизировать человеческое поведение и, как следствие, делает человека объектом «калькуляций и манипуляций».
- Теперешнее искусство — отражение технической реальности. Понимания совершившегося перехода от старой, традиционной среды к этой технической среде достаточно для объяснения всех особенностей современного искусства. Все творчество сосредоточивается в области техники, и миллионы технических средств выступают свидетельством этого творческого размаха, намного более поразительного, чем все то, что смог произвести художник. Художник уже не может оставаться творцом перед реальностью этого колоссального продуцирования вещей, материалов, товаров, потребностей, символов, выбрасываемых ежедневно техническим производством.
- Современная политика и власть не в силах справиться с техникой и оказываются ею полностью детерминированными. Таким образом, техника превращается в фактор порабощения человека и в производстве, и в культуре, в политике, и в быту.
- Реалистическая революция, которая используя автоматизацию и информатизацию, позволит осуществить всестороннее развертывание способностей и диверсификацию знаний, создаст благоприятные возможности для расцвета национальных дарований, для новой культуры, открывающей просторы творчества. Эта единственная революция, заключающаяся в захвате не власти, а позитивных потенций техники и культуры, и полной их переориентации в целях освобождения человека от всех форм порабощения, в том числе и технического, должна привести к новому качеству жизни для всех без исключения и уравнения членов общества. Это будет подлинная мутация человека — мутация психологическая, идеологическая, нравственная, сопровождающаяся преобразованием всех целей жизни.
- Не отвергая техники как таковой, осуществить радикальное отвержение идеологии техники.
- На основе возрождения подлинной духовности можно широко распахнуть двери для инициативы каждого, предоставить личностям и социальным группам право и возможность самопроизвольно выбирать род своей деятельности и тем самым сделать личную свободу действительной и действенной, превратив её в высшую ценность.

## Основные сочинения
- «Введение в предмет церковных реформ» (1943)
- «История организаций» (тт. 1-2, 1955—1956)
- Технологическое общество[англ.] (1954)
- Пропаганда[англ.] (1962)
- «Политическая иллюзия» (1965)
- «Аутопсия революции» (1969)
- «Этика свободы» (тт. 1-2, 1974)
- «Апокалипсис» (1975)
- «Техническая система» (1977)
- «Марксистско-христианская идеология» (1979)
- «Изменения революции: не избранный пролетариат» (1982)
- «Технологический блеф» (1988)

## Переводы
- Жак Эллюль. Другая революция. bibikhin.ru. Дата обращения: 12 июля 2025. / Пер. В. В. Бибихина // Новая технократическая волна на Западе. — М.: Прогресс, 1986. C. 147—152.
- Политическая иллюзия : Эссе = L’illusion politique. / Под общ. ред. В. И. Даниленко. [Пер. с фр. В. В. Лазарева]. — М. : NOTA BENE, 2002. — 430 с. ISBN 5-8188-0051-2
- Феномен пропаганды = Propagandes. / Пер. с фр. Г. Шариковой. — СПб.: Алетейя, 2023. — 410 с. ISBN 978-5-00-165578-7